# Steinkiste von Culduthel
Die Steinkiste von Culduthel ist eine kurze, bronzezeitliche Steinkiste, nahe der Farm von Culduthel, etwa 5 km südlich von Inverness und nördlich der B8082 (Straße) in Schottland. Sie wurde 1924 von einem Landwirt in der Nähe des Flusses Ness entdeckt. 
Die Steinkiste enthielt ein gehocktes weibliches Skelett, eine Halskette oder einen Gürtel aus Pechkohle, einschließlich eines V-förmig perforierten Knebels, ein kleines Stück Obsidian, das Fragment einer Bronzeahle und Stücke von Holzkohle. Die Funde sind im National Museum of Antiquities of Scotland (NMAS) und im University of Aberdeen Anatomy Museum. 
Südlich der B8082, ganz in der Nähe liegt der Clava Cairn von Culduthel.